# Jeux traditionnels bretons
Ne doit pas être confondu avec sport breton ou Jeux et sports athlétiques bretons.
Les jeux traditionnels de Bretagne sont des jeux sportifs de tradition culturelle qui avaient pour but d'affirmer la force, la puissance, la résistance ou l'adresse des protagonistes. Certains jeux sont attestés depuis le Moyen Âge, d'autres ont disparu et tentent de renaître. Ils opposaient des paroisses  ou des corporations (les courses entre meuniers, le lever de perche des charpentiers et bûcherons, etc.). Les pardons étaient l'occasion de se valoriser et attiraient les compétiteurs. Comme généralement en Europe, la plupart des participants étaient des hommes[réf. nécessaire].
On peut globalement les partager entre jeux d'opposition et jeux d'adresse. La plupart sont pratiqués sur des terroirs bien identifiés, quelques-uns sont répandus sur toute la Bretagne et parfois au-delà.
La Maison des Jeux Bretons, créée en 2006 à Saint-Jean-Trolimon présente une quinzaine de jeux traditionnels bretons. 

## Historique
La première organisation, la Fédération des Amis des Luttes et Sports Athlétiques Bretons (ou FALSAB) fut créée en 1930. Cette création fut l'aboutissement de deux mouvements: tout d'abord l'envie de voir renaître cette pratique de lutte en Bretagne après la 1ère GM où de très nombreux lutteurs et organisateurs avaient perdu la vie. Ensuite il y eut la rencontre fondatrice entre le Docteur Cotonnec, un érudit en langue bretonne, et W. Tregoning Hooper, un ingénieur de Cornouailles Britannique (Cornwall), tous deux membres du Gorsedd, une organisation druidique. Cette rencontre eut lieu au moment de la réunion du Gorsedd de Riec sur Belon, en novembre 1927, où Cotonnec fut intronisé druide. Ce festival de 3 jours vit l'organisation de nombreux concours de jeux sportifs traditionnels : lutte, lancer de la pierre, lever de la perche, de la civière, tir à la corde. C'est la similitude entre les jeux pratiqués en Bretagne et ceux du Cornwall qui va amener Hooper et Cotonnec à ensuite avoir une correspondance intensive.
Les idées échangées à travers cette correspondance vont être à l'origine d'une importante rencontre en août 1928, à Quimperlé. Les Cornouaillais britanniques et les Bretons y présentèrent chacun une équipe de lutteurs pour le premier tournoi dit interceltique, devant près de 6 000 spectateurs. Le succès de cette manifestation motiva le Docteur Cotonnec et son équipe à mettre en place une structure fédérative afin de gérer le développement de la lutte qui retrouvait de l'intérêt auprès de la population. C'est après une année 1929 où eurent lieu un championnat régional et un 2e championnat interceltique, au Cornwall cette fois-ci, qu'une réunion constitutive fut convoquée en mars 1930. 
C'est ainsi que naquît la FALSAB dont les statuts stipulaient que les buts étaient "la pratique des luttes bretonnes et des sports athlétiques bretons : lever de la perche, lancement de la pierre lourde, la corde, le jeter de la boule (boultenn), civière". Cependant la FALSAB ne s'occupera que de la pratique de la lutte, et ceci jusqu'en 1980, même si une branche "sports athlétiques" s'était formée en 1978. C'est le congrès de Cléden-Poher (Finistère) en 1980 qui décidera de la création d'une fédération distincte pour chacune des activités inscrites dans les statuts de 1930. Ainsi naquirent la Fédération de Gouren (lutte) et la Fédération nationale des sports athlétiques bretons (FNSAB). 
La FALSAB fut conservée et ses statuts furent modifiés en confédération réunissant les deux nouvelles fédérations. Au début des années 1990, à la suite d'un renouveau de l'intérêt, au niveau européen, pour le phénomène des jeux et sports traditionnels les responsables des deux structures vont partager une réflexion quant-à la création d'une nouvelle FALSAB qui accueillerait tous les jeux et sports traditionnels de Bretagne. 
C'est le 2 juillet 1994, à Guingamp, que l'assemblée générale de la FALSAB (confédération) se transforma en « Confédération FALSAB » afin de pouvoir accueillir toutes les organisations qui œuvrent en Bretagne au renouveau et à la transmission de ces pratiques de jeux sportifs (fédérations, comités de jeux, associations, etc.). 
Le sigle FALSAB était conservé en lui attribuant une dénomination différente : « Fédération des Amis des Luttes et Sports Athlétiques et d'Adresse de Bretagne », mais la dénomination devenait « Confédération FALSAB ». Les trois premiers comités membres étaient la Fédération de Gouren, la FNSAB et le comité de Palets sur terre, rejoint en 1995 par le comité départemental de la Galoche Bigoudène.
Le siège social était mis symboliquement à la maison de pays de Carhaix (Ti Ar Vro) qui avait été un des acteurs principaux du grand rassemblement européen d'avril 1990 à Carhaix.

## Jeux d'adresse

### Bazhig kamm
Jeu d'équipe de la famille des jeux de crosse. Ce fut un jeu de plein air très populaire en Bretagne. Il se pratiquait sur un terrain plat et le joueur devait, malgré ses adversaires, introduire une boule ou une balle dans un trou à l'aide d'une branche naturellement courbée à l'une de ses extrémités. La partie pouvait durer des heures.

### Birinigou kilhou bihan
Jeu d'adresse qui trouve peut-être son origine à la fin du Moyen Âge dans les jeux de quilles de table que l'on trouvait dans les auberges et qui servaient aux clients à parier sur divers enjeux.

## Jeux de boules

### Boule bretonne
Jeu d'adresse. Jeu qui se joue avec des boules autrefois en bois, aujourd'hui en résine synthétique, et un maître. Le but est de placer ses boules au plus près du maître. La technique est de faire rouler les boules.

### Boultenn
Jeu d'adresse. Pratiqué dans le Trégor et la Cornouaille, le Boultenn (chasse boule) consiste à lancer à 9 mètres 6 boules en acier d'environ un kilogramme afin d'essayer de déloger 3 autres boules placées dans des trous sur un billot de bois qui dépasse du sol d'environ 15 cm. À chaque fois que la boule centrale est chassée, elle est replacée. Une boule de côté vaut 1 point, la centrale 2. 
Lors de la finale du championnat de Bretagne, le vainqueur reçoit le Pil Aour, le billot d'or.

### Boule à un plomb du Finistère
Jeu d'adresse similaire à la boule bretonne.

### Boule Gallèse
Jeu d'adresse.

### Boule pendante
Jeu d'adresse.

## Jeux de force

### Ahel karr giz Bro Dregerou lever d'essieu du Trégor
Jeu de force. L'essieu est levé avec un bras. Deux méthodes de compétition :
- lever d'un essieu qu'on charge progressivement de poids supplémentaires. Le gagnant est celui qui a levé le poids le plus lourd.
- lever d'un essieu de poids fixe (env. 47,5 kg) à jeter un maximum de fois.

Épreuve très physique.

### Baz yodou court-bâton

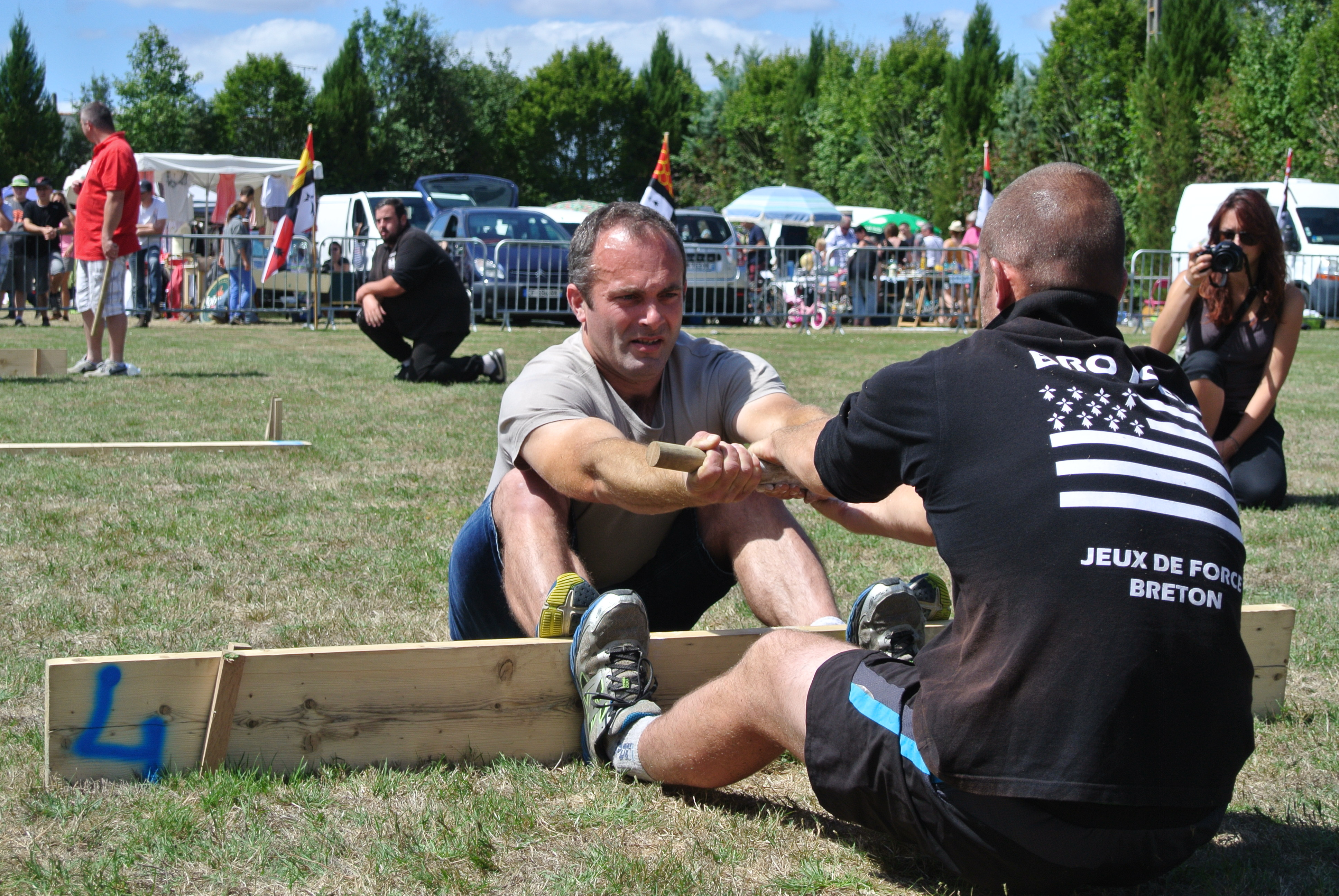
Baz yod

Jeu d'opposition. Le « baz yod » (ou bâton à bouillie) tire son image de la préparation de la bouillie d'avoine qui nécessitait l'utilisation d'un bâton court et solide.
Ce jeu nécessite une planche et un bâton.
Deux partenaires sont assis par terre, face à face. Il s'agit d'essayer d'arracher le bâton à l'adversaire, ou encore de tirer celui-ci vers soi. 

### Bazh a benn
Ar vazh a benn, « le bâton par le bout ».
Jeu d'opposition. Deux concurrents, portés chacun par 4 personnes, tiennent un bâton chacun par une extrémité. Le but du jeu est de d'arracher le bâton à l'adversaire. Jeu populaire surtout dans le Trégor.

### Lancer de la botte de paille

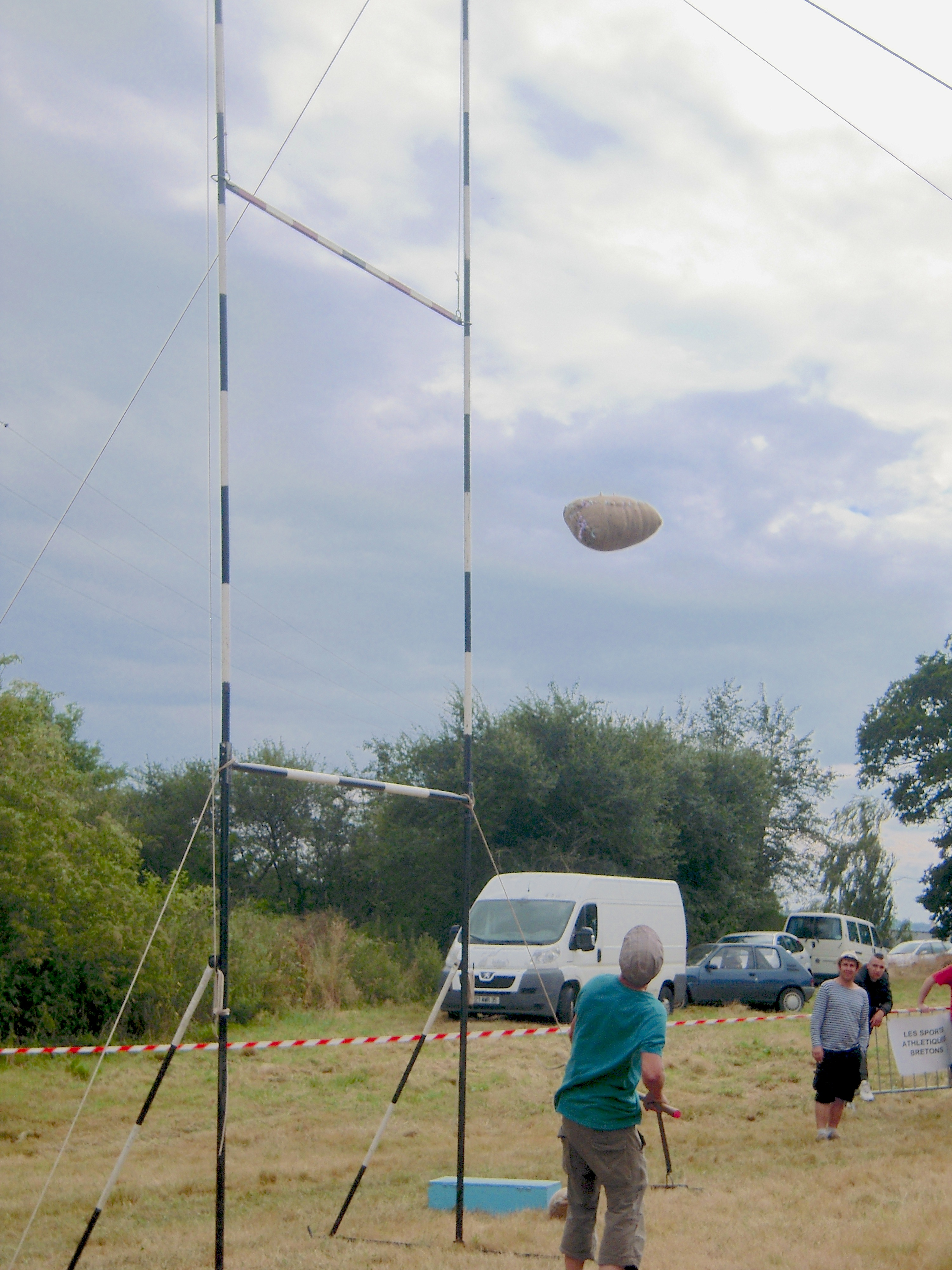
Lancer de botte de paille à Monterfil

En breton : ar voutelenn. Jeu de force et d'adresse. Ce jeu trouve son origine dans les défis que se lançaient les paysans au cours des travaux de moisson. La botte est lancée en hauteur et doit passer au-dessus d'une barre que l'on fait monter progressivement afin de déterminer le vainqueur.

### Lancer du fer à cheval
Jeu d'adresse. Ce jeu nécessite deux piquets (plantés de façon à laisser environ 30 cm au-dessus du sol) et des fers à cheval. Les deux piquets sont enfoncés à 10 mètres l'un de l'autre et les joueurs jouent à partir d'un piquet, puis de l'autre pour la partie suivante, et ainsi de suite. Un pied doit être au niveau du piquet. Le but est de placer ses fers le plus près possible du maître (le piquet). 

### Lever de la perche
En breton : gwernian ar berchenn. 

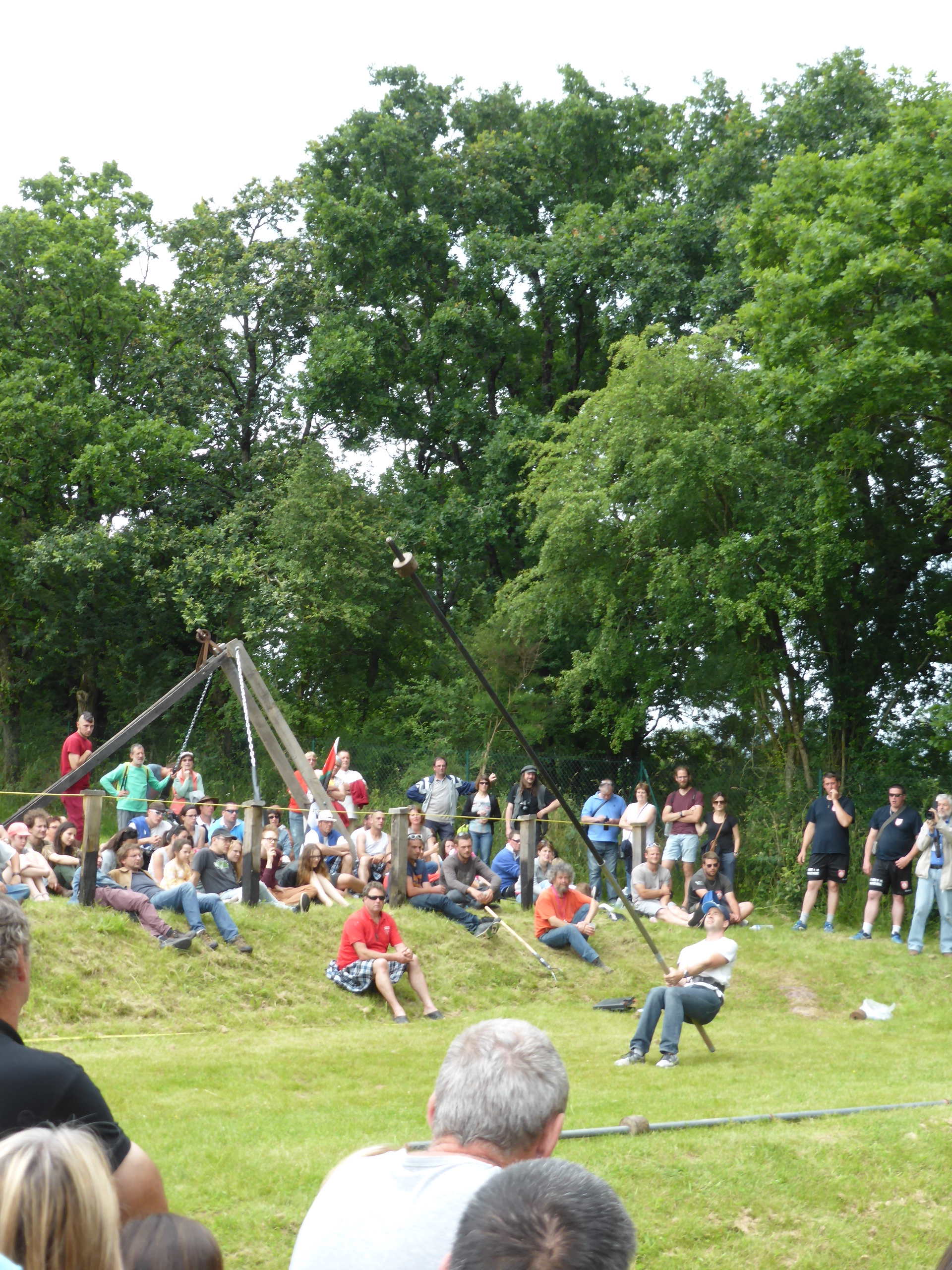
Lever de Perche à Monterfil

Le lever de perche est un jeu populaire de pardon. Il consistait à lever à la verticale (gorren) une perche en bois, souvent un tronc d'arbre fraîchement coupé, et donc assez lourd. Ce tronc pouvait faire de 5 à 7 mètres de long. Le premier à soulever la perche gagnait et il était donc le premier à finir le concours. Si personne ne réussissait, un bout était coupé. Si les concurrents étaient plusieurs à réussir, elle était lestée à son extrémité par une chaîne fixée, une hache plantée, ou un poids de bascule attaché avec une cordelette. Avec ce type de perche la technique était le soulever sur le côté du corps, similaire à la technique des porteurs de bannières lors des pardons (krog perchenn, qui signifie prise de perche). 
Un nouveau système fut inventé dans les années 1970 par Louis Le Fur, de Berrien. Il mit au point un système où un tube d'acier très rigide est lesté par un poids que l'on peut faire coulisser sur le tube. Plus le poids est éloigné, plus le levier impose un effort important pour soulever la perche. La technique utilisée consiste dans ce cas à lever la perche qui est placée entre les jambes. Le vainqueur est le dernier à terminer son concours.

### Tir à la corde.

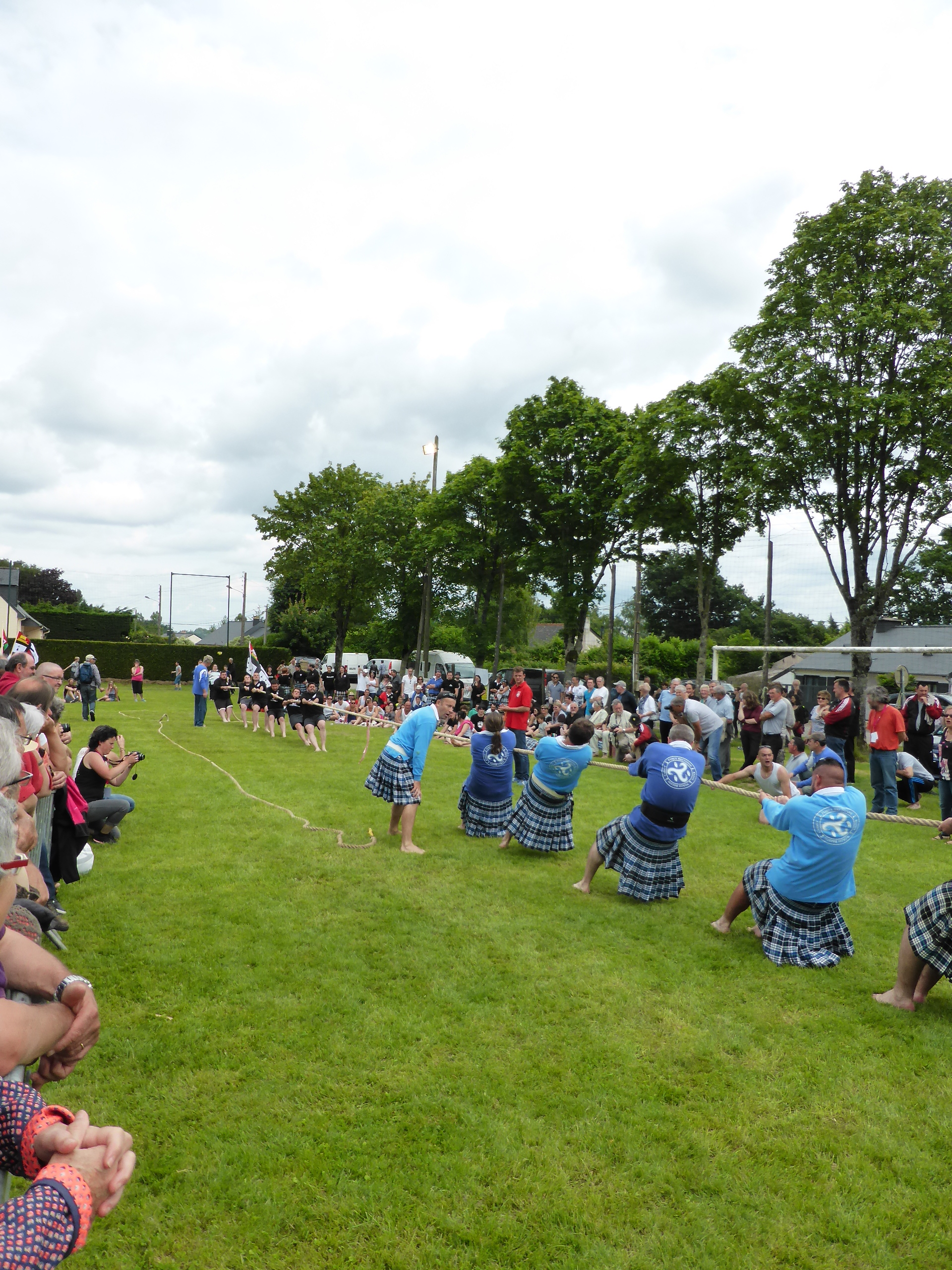
Concours à la Gallésie en fête 2016 de Monterfil

Jeu d'opposition. Deux équipes de 6 joueurs luttent en tirant sur une corde très solide. Deux marques sont faites sur la corde et aussi au sol, au niveau des marques de la corde. La distance entre les marques varie, mais est d'environ 5 à 6 mètres. Le but est de faire passer la marque de l'équipe adverse au-delà de votre propre marque.

## Palet

### Galoche à ruser
Jeu d'adresse d'opposition. Le palet est un disque presque plat aux bords très fins, d'environ 15-17 cm de diamètre, que l'on fait glisser sur le sol de façon à faire tomber une galoche (un cylindre de bois d'environ 15 cm de hauteur) sur laquelle est posée une pièce de monnaie. Le jeu peut se jouer à l'argent (les pièces qui sont posées sur la galoche et qui sont la mise), ou aux points. Les deux joueurs jouent chacun leur tour et doivent renverser la galoche pour que des points puissent être comptés. C'est la pièce de monnaie qui devient alors le « maître » et le point est au palet ou à la galoche selon qui est le plus près de la (ou des) pièce(s) de monnaie. On peut défendre ou attaquer en lançant ses palets. Lorsque le point est à la galoche, celui-ci est ajouté et compte pour la partie suivante. 

### Galoche bigoudène
Jeu d'adresse.

### Galoche sur billot
Jeu d'adresse.
Ce jeu était populaire dans le Petit Trégor (Plestin, Morlaix) et la Haute Cornouaille (Berrien, Scrignac).
Il nécessite : un billot de bois (que l'on appelle « pilgos » en breton), une galoche (consistant en un parallélépipède de 6 à 7 cm de hauteur), 6 palets en fonte de 15 cm de diamètre et pesant environ 1 kg.
Le jeu consiste, en lançant les palets, à faire tomber du billot la galoche posée sur le billot (sur le bord, côté joueur).
Chaque joueur, à une distance de 9 mètres du billot, lance 6 palets. Un point est marqué lorsque la galoche est chassée du billot. Le gagnant est celui qui totalise le plus grand nombre de points en deux séries de lancers.

### Palet sur planche

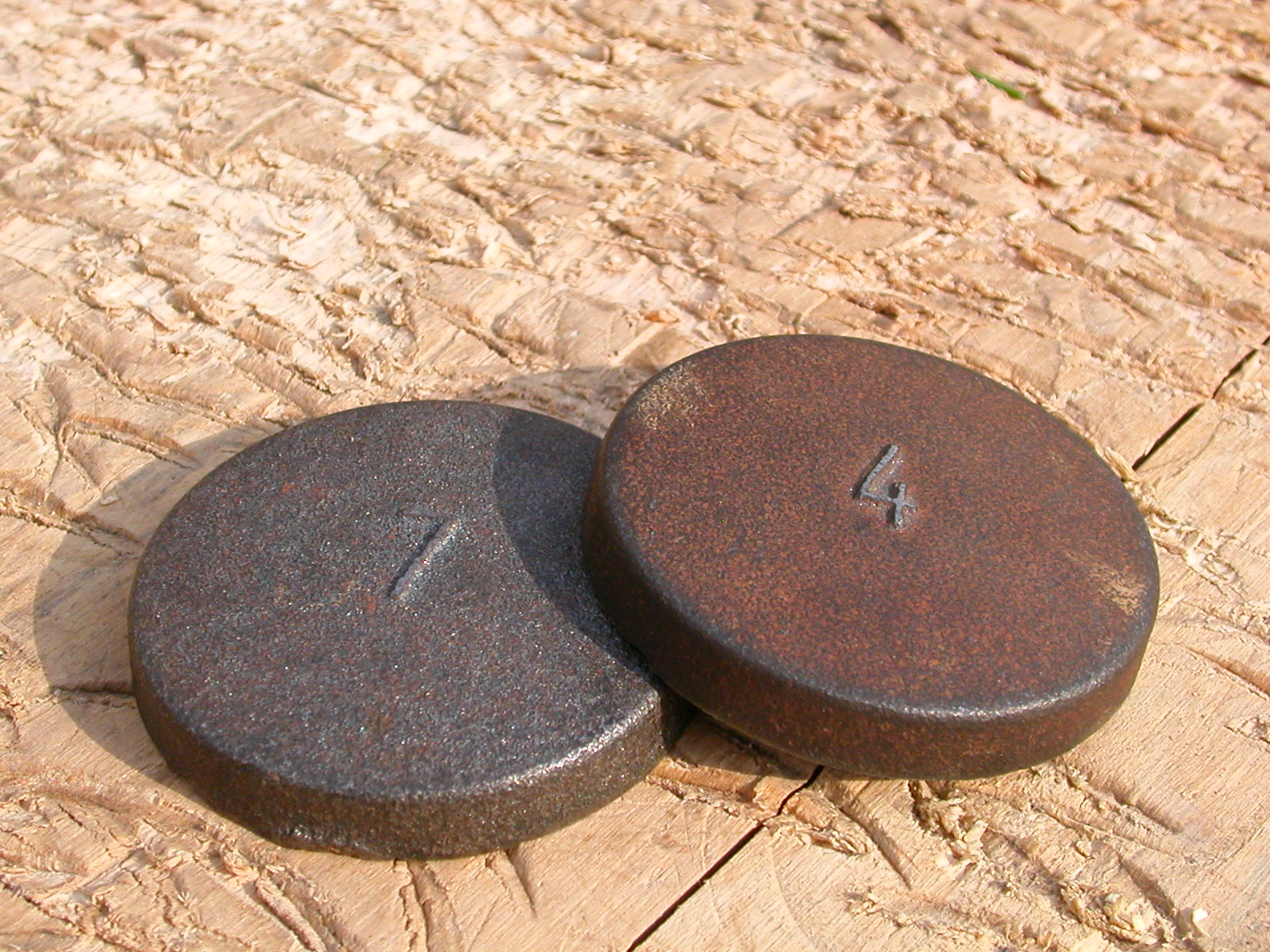
Palet sur planche

Jeu d'adresse originaire du pays Gallo.

### Palet sur route
Jeu d'adresse originaire du Morbihan.

### Palet sur terre
Jeu d'adresse populaire dans le centre Bretagne. Comme son nom l'indique le jeu se pratique sur terre. Les palets sont en acier ou en fonte d'environ 5 centimètres de diamètre et de 1,5 à 2 cm d'épaisseur, de forme légèrement tronconique. Le maître est plus petit et remplit le rôle de cible sur le tas de terre. Constitués de nos jours en métal, il est probable que les palets étaient autrefois des pierres de rivière. Le terrain possède, à chacune de ses extrémités, un petit monticule de terre glaise à pan légèrement incliné permettant de mieux visualiser le jeu. Il y a 18 mètres entre chaque tas de terre et les joueurs lancent un pied au niveau du tas. Un maître (cible) est disposé sur chaque tas, en général posé sur du papier blanc de façon à être visible à 17 m. Le premier joueur lance ses deux palets, imité aussitôt par le joueur de l'équipe adverse. Le vainqueur d'une mène commence la mène suivante. 

### PitaoouPibot
Jeu d'adresse. Un pitao est un cylindre de bois d'une dizaine de centimètres de haut sur 3,5 cm de diamètre qui est placé à 8 m de la zone de lancer. Le palet est un disque d'acier d'environ 11-12 cm de diamètre.
Chaque joueur a 5 palets. Le but du jeu est de faire tomber le pitao et la rondelle posée dessus afin de marquer des points. La rondelle devient le 'maître' une fois tombée, mais si le pitao est plus près de la rondelle que le palet, il n'y a pas de point.

## Jeux de quilles

### Kilhoù kozou jeu de quilles

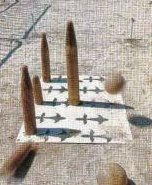
Killhou koz.

Ce jeu d'adresse était surtout joué dans le Sud Finistère et dans la partie ouest du Morbihan.

### Quilles de Marsac
Se joue avec 9 quilles et une boule de forme ovale, pesant 2,5 kg et munie d'emplacements pour les doigts.

### Quilles de Muël
Jeu de quilles, qui a la particularité de se pratiquer avec des... boules qui ne sont pas rondes, mais qui ont une forme de tête de maillet.

### Quilles de Trédias
Se joue avec 9 quilles en bois et une boule, sur un terrain plan (de préférence sur la terre) de 10 mètres de long sur 3 mètres de large.

### Quilles du Leon avec talus

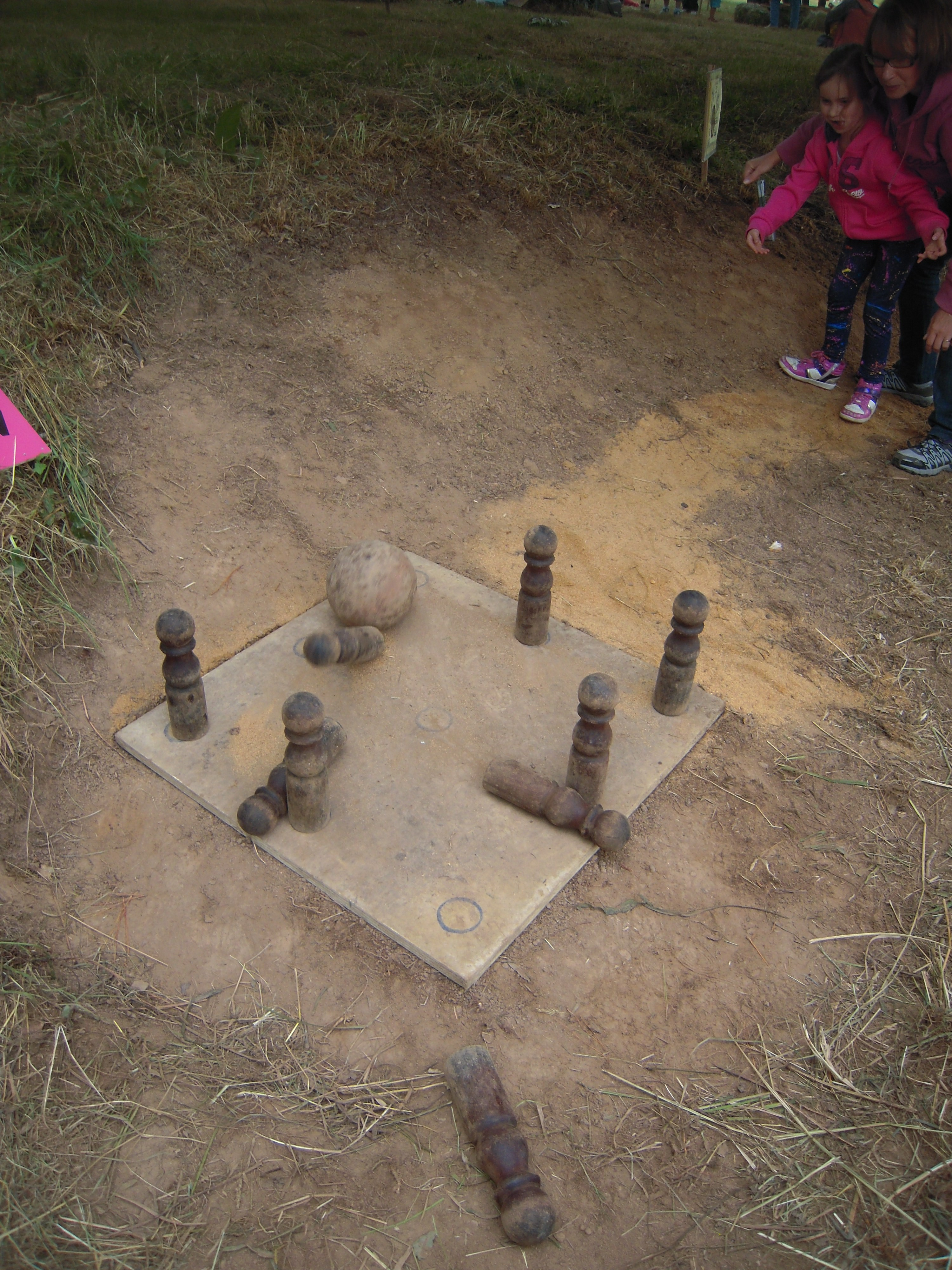
jeu de quilles du Léon sur talus

Ce jeu nécessite 9 quilles de 18 cm de hauteur (de même valeur) et une boule en bois d'environ 700 g et de 13 cm de diamètre. Distance entre les quilles : 17 cm.
Faire rouler la boule sur le talus pour qu'elle prenne de l’élan et fasse tomber les quilles en redescendant.
Distance du départ au pied de la première quille : 3 m. environ.
On a droit à 3 essais. Remettre les quilles en place après chaque essai. Totaliser le nombre de quilles tombées avec les 3 essais. Interdiction de tirer droit sur les quilles.
Le concours peut se faire sous forme de plusieurs séries de lancers.

### Quilles du pays Bigouden/Cap Sizun
http://www.falsab.com/spip/article11.html

### Quilles de Pomeleuc

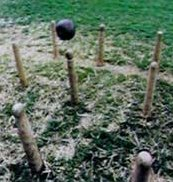
Quilles de Pomeuleuc.

Pomeleuc se situe dans le Morbihan, près de Lanouée, aux environs de Josselin.
Matériel nécessaire : 9 quilles (une grande, deux moyennes, et 5 plus petites) et une boule trouée avec mortaise pour la prise.
But du jeu : faire 36 points justes en lançant la boule directement sur les quilles (distance environ 7 mètres).
Abattues seules, les quilles valent leur valeur : 9 points pour la grande si elle sort derrière le quillier, ou alors 2 points, 5 ou 10 points si la quille de devant est sortie, et 3 points pour la quille du fond, 1 point par petite quille, placées sur les côtés du quillier. Si plus d'une quille est renversée, on compte autant de points que de quilles.